# Zeta Eridani
Zeta Eridani (Zibal, ζ Eri) – gwiazda w gwiazdozbiorze Erydanu, znajdująca się w odległości około 110 lat świetlnych od Słońca.

## Nazwa
Tradycyjna nazwa gwiazdy, Zibal, wywodzi się z arabskiego. Pierwotny termin al Ri᾽āl oznaczał „małe strusie” i oznaczał ciąg słabych gwiazd rozciągający się między jasnymi gwiazdami Acamar i Fomalhaut; nazwa ta została zniekształcona do postaci al Zibāl, a następnie przypisana gwieździe Zeta Eridani, leżącej dużo dalej na północ. Międzynarodowa Unia Astronomiczna w 2016 roku formalnie zatwierdziła użycie nazwy Zibal dla określenia tej gwiazdy.

## Charakterystyka
Jest to gwiazda ciągu głównego należąca do typu widmowego A o nietypowym składzie chemicznym. Ma ona dosyć silne linie metali. Na podstawie różnych kryteriów można przypisać ją do podtypów od A4 do A9, ze względu na częściowe rozdzielenie pierwiastków w atmosferze gwiazdy. Gwiazda ma masę około 1,7 masy Słońca i wiek 875 milionów lat; jest blisko połowy okresu syntezy wodoru w hel, po którym zmieni się w olbrzyma.
Jest to także gwiazda spektroskopowo podwójna. Jej towarzysz, gwiazda o mniejszej masie, okrąża ją co 17,922 doby w średniej odległości 0,16 au. Gwiazdy otacza dysk pyłu widoczny w podczerwieni, rozciągający się do odległości około 40 au od pary gwiazd. Nie wiadomo, czy okrążają ją jakieś planety.